# Katherine Compton
Katherine Compton (* 3. Dezember 1978 in Wilmington) ist eine ehemalige US-amerikanische Radrennfahrerin, die vor allem im Cyclocross erfolgreich war.

## Sportlicher Werdegang
Zu Beginn ihrer Karriere fuhr Compton als Pilotin im Tandem mit der sehbehinderten Karissa Whitsell. Bei den Paracycling-Weltmeisterschaften 2002 sowie bei den Sommer-Paralympics 2004 erzielte das Duo je zwei Goldmedaillen.
Zeitgleich fuhr Compton Cyclocross, wo sie 2004 erstmals die nationale Meisterschaft gewann. 2007 startete sie erstmals bei den Cyclocross-Weltmeisterschaften, wo sie prompt auf den zweiten Platz kam. Mit diesem Einsatz war sie allerdings nicht mehr als Pilotin im Paracycling einsatzberechtigt.
In der Folge entwickelte sich Compton zu einer der weltweit erfolgreichsten Cyclocross-Fahrerinnen, insbesondere Anfang der 2010er Jahre. Sie gewann 24 Weltcup-Rennen, womit sie (Stand 2023) nach Marianne Vos die zweithäufigste Siegerin in diesem Wettbewerb war. In den Saisons 2012/13 und 2013/14 holte die auch die Gesamtwertung. Sie wurde viermal Vize-Weltmeisterin, konnte jedoch nie den Titel gewinnen. Auf dem amerikanischen Kontinent war ihre Dominanz unangefochten: Die amerikanische Meisterschaft gewann sie 15 Mal in Folge, ebenso wie die vier ersten Ausgaben der Panamerika-Meisterschaften im Cyclocross von 2014 bis 2017.
Ab der Saison 2014/15 ließen ihre internationalen Erfolge nach. Anfang 2018 konnte sie mit einem Weltcup-Sieg beim GP Nommay, der Gesamtwertung der DVV Verzekeringen Trofee und der vierten Silbermedaille bei den Weltmeisterschaften noch einmal auftrumpfen. 2019 wurde sie Dritte bei den nationalen Meisterschaften und verfehlte damit erstmals seit 2004 den Sieg.
2020 kritisierte Compton in harschen Worten das Strafmaß von sechs Monaten Sperre, das Denise Betsema nach einem positiven Dopingtest auf anabole Steroide erhalten hatte. Betsema hatte allerdings beweisen können, dass ihr Test auf ein verunreinigtes Nahrungsergänzungsmittel zurückzuführen war. Als Compton ihrerseits positiv auf anabole Steroide getestet wurde, erklärte sie, einen solchen Nachweis nicht führen zu können. Sie wurde im August 2021 für vier Jahre gesperrt, was gleichbedeutend mit ihrem Karriereende war.

## Erfolge

### Paracycling
(alle Erfolge im Tandem mit Karissa Whitsell)
2002
- Weltmeisterin (Verfolgung und Straßen-Zeitfahren)
- Weltmeisterschaften (Bahn-Zeitfahren)

2004
- Paralympics-Siegerin (Verfolgung und Straßen-Kombination)
- Sommer-Paralympics 2004 (Bahn-Zeitfahren)
- Sommer-Paralympics 2004 (Sprint)

### Cyclocross
2004/2005
- US-Meisterin

2005/2005
- US-Meisterin

2006/2007
- US-Meisterin
- Weltmeisterschaften

2007/2008
- US-Meisterin
- Weltcup: Sieg in Pijnacker
- Superprestige: Sieg in Gavere

2008/2009
- US-Meisterin
- Weltmeisterschaften
- Weltcup: Sieg in Koksijde, Nommay und Roubaix
- Superprestige: Sieg in Gavere

2009/2010
- US-Meisterin
- Weltcup: Siege in Treviso und Nommay
- Superprestige: Sieg in Gavere

2010/2011
- US-Meisterin
- Weltmeisterschaften
- Weltcup: Siege in Aigle, Koksijde, Kalmthout, Zolder und Hoogerheide

2011/2012
- US-Meisterin
- Weltcup: Sieg in Pilsen

2012/2013
- US-Meisterin
- Weltmeisterschaften
- Weltcup: Gesamtwertung mit Siegen in Pilsen, Koksijde, Roubaix und Namur

2013/2014
- US-Meisterin
- Weltcup: Gesamtwertung mit Siegen in Tábor, Koksijde, Namur, Zolder und Rom
- Trofee Veldrijden: Sieg in Baal

2014/2015
- Panamerika-Meisterin
- US-Meisterin
- Weltcup: Sieg in Valkenburg

2015/2016
- Panamerika-Meisterin
- US-Meisterin

2016/2017
- Panamerika-Meisterin
- US-Meisterin
- Weltcup: Sieg in Iowa City

2017/2018
- Panamerika-Meisterin
- US-Meisterin
- Weltmeisterschaften
- Weltcup: Sieg in Nommay
- Trofee Veldrijden: Gesamtwertung mit Siegen in Ronse und Baal

2018/2019
- US-Meisterin